# Гукасов Гурген Абайович
Гурген Абайович Гукасов (1902 — ?) — вірменський радянський діяч, секретар ЦК КП(б) Вірменії із кадрів. Депутат Верховної ради Вірменської РСР.

## Життєпис
Член ВКП(б) з 1928 року.
У 1938—1939 роках — завідувач відділу радянської торгівлі ЦК КП(б) Вірменії; завідувач відділу керівних партійних органів ЦК КП(б) Вірменії.
20 червня 1939 — 1941 року — секретар ЦК КП(б) Вірменії із кадрів.
Подальша доля невідома.

## Нагороди
- орден Трудового Червоного Прапора (23.11.1940)
- медалі